# Poszwagino
Poszwagino (lit. Pašvoginė) – wieś na Litwie, w okręgu uciańskim, w rejonie ignalińskim, w gminie Ignalino.

## Historia
W czasach zaborów wieś w gminie Daugieliszki, w powiecie święciańskim, w guberni wileńskiej Imperium Rosyjskiego. W 1866 roku miała 37 mieszkańców w 6 domach, należała do dóbr Przyjaźń, własność Kamieńskich. W 1905 roku liczyła 49 mieszkańców, 58 dziesięcin.
W dwudziestoleciu międzywojennym wieś leżała w Polsce, w województwie wileńskim, w powiecie święciańskim, w gminie Daugieliszki.
W 1931 w 11 domach zamieszkiwały 53 osoby.
Miejscowość należała do parafii rzymskokatolickiej w Przyjaźni. Podlegała pod Sąd Grodzki w Święcianach i Okręgowy w Wilnie; właściwy urząd pocztowy mieścił się w Ignalinie.